# Vadghar
Vadghar es una ciudad censal situada en el distrito de Raigad en el estado de Maharashtra (India). Su población es de 7341 habitantes (2011). Se encuentra a orillas del río Ghadi, a 115 km de Bombay y a 107 km de Pune.

## Demografía
Según el censo de 2011 la población de Vadghar era de 7341 habitantes, de los cuales 3873 eran hombres y 3468 eran mujeres. Vadghar tiene una tasa media de alfabetización del 81.11%, inferior a la media estatal del 82,34%: la alfabetización masculina es del 87,61%, y la alfabetización femenina del 73,87%.